# Arsène Lupin – zloděj gentleman
Arsène Lupin – zloděj gentleman (v originále Arsène Lupin) je francouzsko-španělsko-italsko-britský koprodukční hraný film z roku 2004, který režíroval Jean-Paul Salomé podle vlastního scénáře. Film byl natočen podle jednoho z románů Maurice Leblanca, ve kterých je hlavní postavou lupič a zloděj Arsène Lupin.

## Děj
Film začíná v roce 1882 v Normandii, kde na zámku se svými rodiči žije malý Arsène Lupin. Jeho otec, učitel francouzského boxu, je zloděj, který okrádá bohaté a je nucen uprchnout před policií. Jeho manželka i s dítětem je vypuzena rodinou vévody de Dreux-Soubise ze zámku.

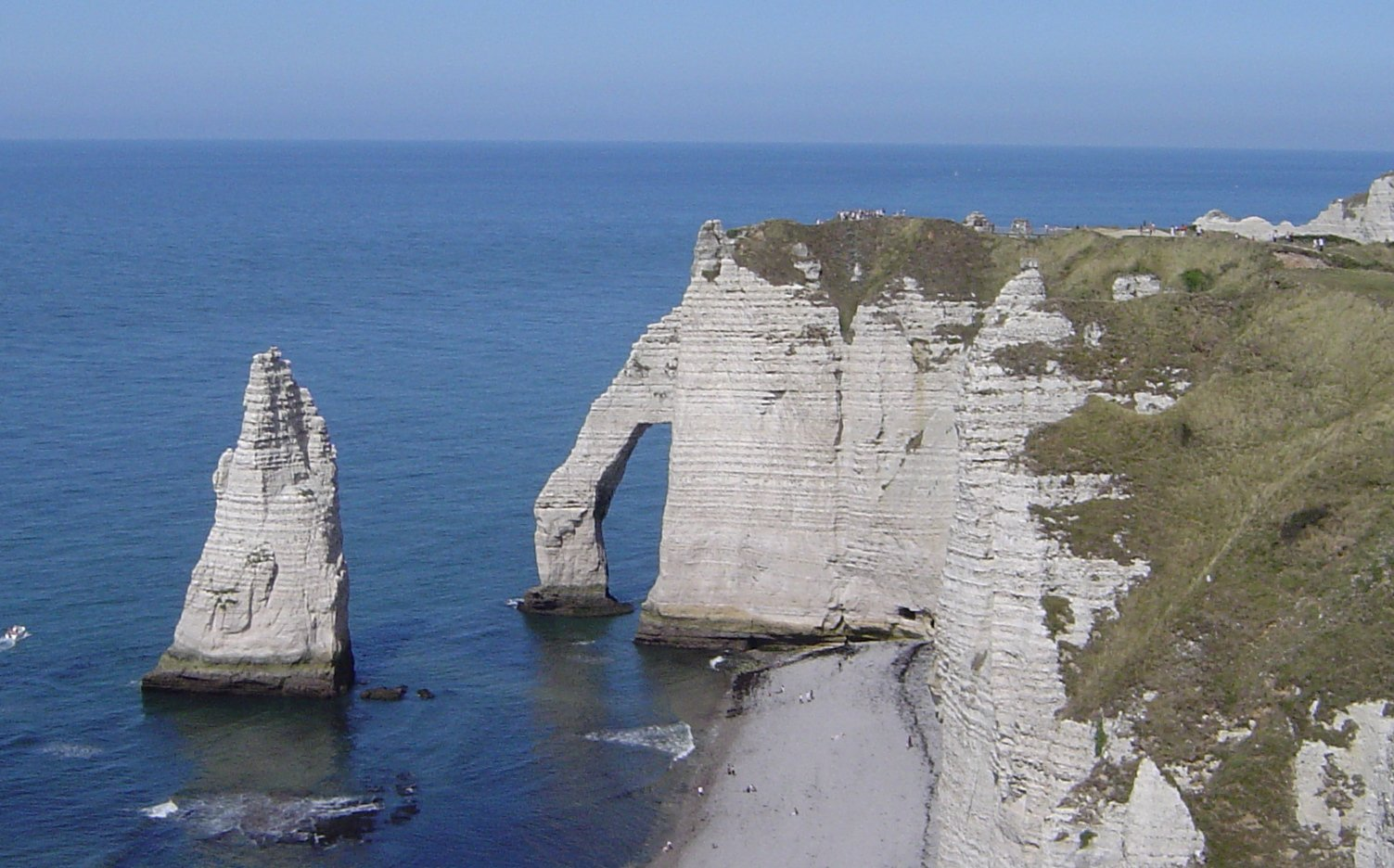
Útesy, ve kterých se ve filmu skrýval královský poklad

O 15 let později Arsène Lupin je sám lupičem, který okrádá příslušníky vyšší společnosti. Jeho matka umírá opuštěná v klášteře. Na jejím pohřbu potká svou sestřenici Clarisse. Arsène zjistí, že její otec, vévoda de Dreux-Soubise je členem monarchistického spiknutí, jehož členové chtějí svrhnout Francouzskou republiku a na obnovený trůn dosadit vévodu Orleánského. Spiklenci pátrají po ztraceném pokladu francouzských králů. Cestu k pokladu ukazují tři kříže. Po nich pátrá rovněž komtesa Joséphine Balsamo, která má k dispozici elixír věčného života. Spiklenci ji zajmou a chtějí nechat utopit, ale Arsène ji zachrání a v katedrále Notre-Dame v Rouenu pro ni ukradne druhý kříž. Společně odjíždějí do Paříže se spiklenci v patách a zde chtějí v Louvru získat poslední kříž z kláštera Cluny. Arsène se postupně dovídá pravdu o svém otci, který byl rovněž milencem komtesy Joséphine. Arsène miluje Clarisse a Joséphine žárlí. Arsèna hledá policie a ten se skrývá u přítele v Ústavu soudního lékařství. Zmocní se všech tří křížů a zjistí jejich tajemství. Spiklenci opět zajmou Joséphine a vydírají Arsèna, který čeká dítě s Clarisse. Joséphinin pomocník Léonard, položí bombu do kavárny u Pařížské opery, kam má Arsène donést kříže. Při výbuchu zahyne vévoda de Dreux-Soubise a spiknutí je odhaleno. Arsène s kříži odjede do Étretatu, kde je skrýš s pokladem. Žije s Clarisse i s dítětem na zámku po jejím otci. Joséphine však dítě unese a Clarisse zastřelí.
Příběh pokračuje v roce 1913. Arsène přijíždí do Paříže na Východní nádraží, kam právě přijíždí i rakouský arcivévoda na státní návštěvu. V davu zahlédne Joséphine, která dává mladíkovi kufřík. Arsène se k němu protlačí a poprvé uvidí svého syna. Kufřík mu vezme a odhodí. Po explozi Arsène zmizí Joséphine z dohledu.

## Obsazení
| Romain Duris         | Arsène Lupin                     |
| Kristin Scott Thomas | Joséphine, komtesa de Cagliostro |
| Pascal Greggory      | Beaumagnan                       |
| Eva Greenová         | Clarisse de Dreux-Soubise        |
| Robin Renucci        | vévoda de Dreux-Soubise          |
| Patrick Toomey       | Léonard                          |
| Mathieu Carrière     | vévoda Orleánský                 |
| Philippe Magnan      | Bonnetot                         |
| Philippe Lemaire     | kardinál d'Etigues               |
| Marie Bunel          | Henriette d'Andrésy              |
| Aurélien Wiik        | Jean Lupin, Arsènův syn          |
| Nicky Naude          | Théophraste Lupin, Arsènův otec  |

## Ocenění
Film byl nominován na filmovou cenu César v kategorii nejlepší kostýmy (Pierre-Jean Larroque).